# Anisacanthus brasiliensis
Anisacanthus brasiliensis är en akantusväxtart som beskrevs av Gustav Lindau. Anisacanthus brasiliensis ingår i släktet Anisacanthus och familjen akantusväxter. Inga underarter finns listade i Catalogue of Life.